# Aki-gun (Hiroshima)
Aki (jap. 安芸郡, -gun) ist ein Kreis (-gun) der westjapanischen Präfektur Hiroshima, vor deren Einrichtung der antiken Provinz (kuni) Aki. Dazwischen war das Gebiet de facto Teil feudaler Herrschaftseinheiten, zuletzt in der Edo-Zeit vollständig Teil des an die Asano vergebenen Lehens (-han) Hiroshima. Han waren aber im Gegensatz zum europäischen Feudalismus primär über ein vorgegebenes Territorialeinkommen (kokudaka), nicht ein vorgegebenes Territorium bestimmt; als geographische Einteilung blieben Provinzen und Kreise durch das Mittelalter und die frühe Neuzeit bis ins 20. Jahrhundert und zum Teil sogar bis heute in Gebrauch.
Heute besteht der Kreis Aki noch aus vier Gemeinden, ursprünglich umfasste er auch erhebliche Teile der heutigen kreisfreien Städte (-shi) Hiroshima, Kure und Etajima.
Zu Beginn der Meiji-Zeit lagen im Kreis 48 vormoderne Gemeinden. Nach der Reaktivierung der Kreise als Verwaltungseinheit 1878, als Teile des alten Kreises Aki abgetrennt und dem neu geschaffenen Stadtkreis (-ku) Hiroshima zugeschlagen wurden, bestand der Kreis noch aus 38 Dörfern. Die Kreisverwaltung von Aki befand sich zunächst in Kaitaichi (heute Kaita), später in Washō (heute Kure). Bei der Neuordnung der Kommunalebene in allen Präfekturen 1888/89 wurden eine Stadt- (-chō) und 29 Dorfgemeinden (-son) im Kreis Aki eingerichtet. Seit dem 20. Jahrhundert verlor Aki einen Großteil seines Gebiets durch Eingemeindungen in bzw. Neugründung von kreisfreien Städten, vor allem an Hiroshima im Westen und Kure im Süden. Nur 1951 wuchs der Kreis um das vorher zum Kreis Kamo gehörende Dorf Kumanoato, das aber 1974 ebenfalls in die Stadt Hiroshima eingemeindet wurde.
Seit 2005 besteht der Kreis noch aus vier Gemeinden, alle vier heute -chō:
- Fuchū,
- Kaita,
- Kumano und
- Saka.

Dabei wird der Kreis Aki durch den Bezirk Aki der Stadt Hiroshima heute in drei nicht zusammenhängende Teile geteilt, umgekehrt der Bezirk durch den Kreis in zwei.